# Peridroma borneochracea
Peridroma borneochracea är en fjärilsart som beskrevs av Holloway. Peridroma borneochracea ingår i släktet Peridroma och familjen nattflyn. Inga underarter finns listade i Catalogue of Life.